# Kurt Meyer-Rotermund
Kurt Meyer-Rotermund (* 16. März 1884 in Wolfenbüttel; † 19. Mai 1977 in Bad Salzuflen) war ein deutscher Schriftsteller, Lyriker und Essayist.

## Leben und Werk
Kurt Meyer-Rotermund wuchs in einer Arztfamilie auf. In Wolfenbüttel besuchte er die Große Schule, wo er durch deren Direktor Wilhelm Brandes, Balladendichter und Freund Wilhelm Raabes, beeinflusst wurde. Er studierte Literatur- und Kunstgeschichte an den Universitäten von Göttingen, München, Marburg sowie Heidelberg. In Göttingen schloss er sich, seinem Vater folgend, der Landsmannschaft Gottinga an. Nach dem Studium arbeitete er zuerst als Zeitungsredakteur in Braunschweig, worauf er nach Stationen in  Velbert und Leer 1912 mit 28 Jahren nach Wolfenbüttel zurückkehrte. Er wurde Schriftleiter der Wolfenbütteler Zeitung und gab daneben mit dem Osnabrücker Lyriker Ludwig Bäte Anthologien heraus, die sich mit der deutschen Kleinstadt, dem deutschen Pfarrhaus sowie dem deutschen Nachtwächter beschäftigten. 1938 wurde er von den Nationalsozialisten seiner Tätigkeit bei der Wolfenbütteler Zeitung enthoben. Fünf Jahre später ließ er sich vorübergehend in Stadenhausen/Lippe nieder. Von 1950 bis zu seinem Tode lebte er in einem kleinen Häuschen nahe dem Kurpark in Bad Salzuflen. Seine umfangreiche Privatbibliothek wurde 1978 von der Herzog August Bibliothek in Wolfenbüttel zusammen mit seinem schriftlichen Nachlass erworben. Sie umfasst ca. 4000 Bände vor allem zeitgenössischer Literatur, darunter Schriften und Widmungsexemplare von Johannes Schlaf, sowie zahlreiche Schriften zur Lokalgeschichte von Wolfenbüttel, die am 16. März 1959 zur Verleihung der Ehrenbürgerschaft führten. Er gehörte der Wolfenbütteler Freimaurerloge Wilhelm zu den drei Säulen an.
Die ersten Schriften bis zum Jahre 1907 erschienen unter dem Namen Rotermund, dem Mädchennamen der Mutter, einer adoptierten Rotermund, die folgenden seit 1910 unter dem Doppelnamen.